# A910 road
Die A910 road ist eine A-Straße in der schottischen Council Area Fife.

## Verlauf
Die Straße beginnt an einem Kreisverkehr über der A92 (Dunfermline–Stonehaven) Neben den Zufahrten zur A92 mündet von Norden kommend auch die B981 (über Cowdenbeath nach Inverkeithing) in diesen Kreisverkehr und endet dort. Die A910 führt nach Süden entlang der Westflanke der Stadt Kirkcaldy. Bis zu einem Kreisverkehr nach 500 m Strecke ist die Straße vierspurig ausgebaut mit baulich getrennten Fahrstreifen. An dem Kreisverkehr mündet die von Osten kommende Straße Chapel Level ein, die als Fortsetzung der A915 den Verkehr durch die nördlichen Teile Kirkcaldys leitet.
Zweispurig führt die A910 in einem weiten Bogen bis zu einem Kreisverkehr in Bahnhofsnähe. Dort knickt sie an einem Kreisverkehr nach Süden und an einem weiteren Kreisverkehr nach 400 m nach Osten ab. Dort mündet die A910 nach einer Gesamtstrecke von 6,2 km in die A921 (Rosyth–Inverkeithing) ein.